# Gematigde graslanden van Amsterdam en Saint-Paul
De gematigde graslanden van Amsterdam en Saint-Paul (Engels: Amsterdam and Saint-Paul Islands temperate grasslands) vormen een ecoregio op de Franse eilanden Amsterdam en Saint-Paul, twee vulkanische eilanden in de zuidelijke Indische Oceaan. De ecoregio is onderdeel van de WNF-bioom gematigd grasland, savanne of struweel.

## Locatie en beschrijving
Amsterdam en Saint-Paul zijn twee vulkanische eilanden die 83 km van elkaar liggen in het midden van een driehoek tussen Australië, Antarctica en zuidelijk Afrika. De eilanden liggen afgelegen, ongeveer 3000 km van elk naburig continent. Ze hebben een koel zeeklimaat met temperaturen die variëren van 13 °C in augustus tot 17 °C in februari, neerslag van 1100 mm, aanhoudende westenwinden en een hoge vochtigheidsgraad. De enige manier om de eilanden te bezoeken is met het Franse onderzoeksschip Marion Dufresne II dat het onderzoeksstation Martin-de-Viviès op Amsterdam bedient.

## Flora
Het plantenleven verandert met de hoogte; op lagere niveaus zijn de vulkanen bedekt met gras- en polgraslanden en cypergrassen en, op Amsterdam, de boom Phylica arborea gemengd met varens. Hogerop, op het Plateau des Tourbières, zijn er struiken, venen en mossen.

## Fauna
De geïsoleerde eilanden zijn niet rijk aan wilde dieren, maar herbergen wel een grote populatie van de subantarctische zeebeer. Ze zijn daarnaast een belangrijk broedgebied voor Indische geelneusalbatros, Australische grote pijlstormvogel, ezelspinguïn, noordelijke rotspinguïn, grote jager, zuidpoolstern en de inheemse amsterdamalbatros. Vroeger leefden hier twee endemische eenden: de amsterdamsmient en een onbeschreven soort op Saint-Paul.

## Bescherming
Hoewel de eilanden afgelegen liggen en daardoor gevrijwaard zijn van de meeste menselijke activiteiten en vervuiling, hebben verschillende geïntroduceerde dier- en plantensoorten schade toegebracht aan het milieu.
Vooral runderen van het eiland Amsterdam graasden op jonge en zich herstellende planten en vertrapten vogeleieren. In januari 1871 werden vijf runderen naar Amsterdam gebracht. Ze werden later dat jaar achtergelaten en groeiden vervolgens uit tot een wilde populatie van 2000 stuks. De eilanden maken deel uit van de Franse Zuidelijke Gebieden en huisvesten een onderzoeksbasis die zich inzet voor het behoud van het oorspronkelijke planten- en dierenleven. Aanvankelijk beperkten ze het vee tot de noordelijke helft van Amsterdam. Toen in 2007 werd ontdekt dat de inheemse flora en fauna waren teruggekeerd naar de gebieden die niet langer door het vee werden begraasd, werd in 2008 een plan gelanceerd om het resterende vee op het eiland te ruimen. In 2010 was het uitroeiingsprogramma voltooid en waren er geen runderen meer op het eiland. De veestapel zelf was van wetenschappelijk belang omdat het een zeldzaam voorbeeld was van een volledig verwilderde kudde runderen.
Mensen hebben ook andere schade toegebracht aan de ecosystemen van de eilanden. Veel van het Amsterdamse bos werd in de 18e en 19e eeuw gekapt door walvisjagers, zeehondenjagers en bezoekers van voorbijvarende schepen. De zeehondenpopulaties hebben zich hersteld van de commerciële zeehondenjacht en worden niet langer bedreigd.